# 五十公里桃花坞
《五十公里桃花塢》是騰訊視頻的一檔生活類群體生活社交觀察真人秀。